# 페르난디나섬

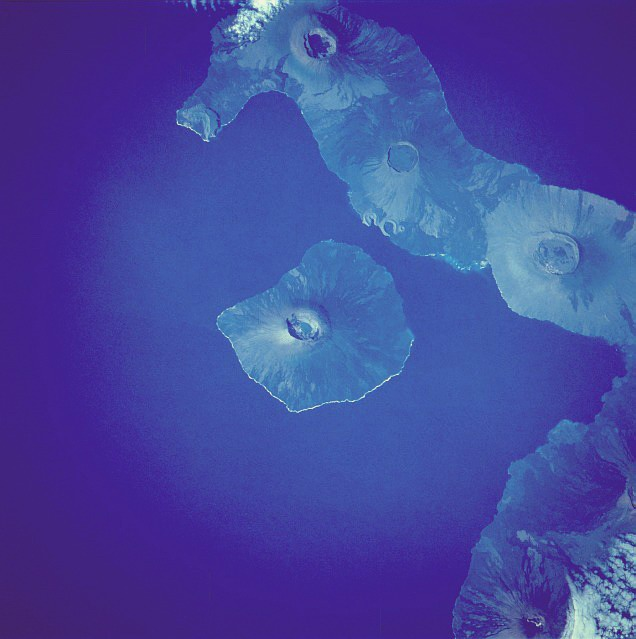

페르난디나섬(영어: Fernandina Island, 스페인어: Isla Fernandina) (예전에는 존 나브로의 이름을 따서 나브로 섬이라고 부름)은 세 번째로 큰 섬이자 갈라파고스 제도에서 가장 나이가 젊은 섬이다. 다른 섬들과 같이 이 섬은 갈라파고스 화산 분출 지점으로 형성되었다. 이 섬은 활화산으로 2009년 4월 11일에 분출한 바 있는 순상 화산이다.

## 개요
1825년 2월 14일, 뱅스 만에 정박하는 동안, 벤자민 모렐이 페르난디나 화산에서 갈라파고스 역사 상 가장 큰 화산 분출을 기록했다. 그의 배는 안전한 곳으로 대피를 하였고, 그의 기록은 지금까지 보존되었다.
페르난디나 섬은 면적 642 km2에 최고 지점 1,476m이며, 정상의 칼데라는 6.5 km 너비이다. 이 칼데라는 1968년에 마루 부분 350m가 떨어져 나가면서 붕괴를 경험했다. 북쪽 칼데라 바닥에 작은 호수가 군데군데 형성되었고, 모두 1988년 이후 최근에 형성된 것들이다.
최근의 화산 활동으로 이 섬은 많은 식생이 존재하지 않으며, 대개 바위 표면이 이 섬을 덮고 있다. 이 섬을 방문하는 방문자들은 안정 상 분화구 외곽에서만 관찰할 수 있다. 푼타 에스피노자는 수백마리의 바다 이구아나가 무리를 지어 검은 용암 바위위에 군락을 이러는 좁게 뻗은 육지이다. 유명한 갈라파고스 가마우지(Flightless Cormorant)가 이 섬에 갈라파고스 펭귄, 펠리칸, 바다사자와 함께 살고 있다. ʻaʻā와 pāhoehoe 두가지 형태의 용암로가 관측되고 있다.
망그로브 숲도 이 섬에 울창하다.